# Ву Ю (боксерка)
Ву Ю (кит.: 吴愉; 13 січня 1995) — китайська боксерка, олімпійська чемпіонка, чемпіонка світу та Азійських ігор.

## Аматорська кар'єра
На чемпіонаті світу 2023 стала чемпіонкою.
- В 1/16 фіналу перемогла Антонію Джаннакопулу (Греція) — 5-0
- В 1/8 фіналу перемогла Марію Гонсалес (Іспанія) — 5-0
- У чвертьфіналі перемогла Сакші Чаудхарі (Індія) — 5-0
- У півфіналі перемогла Юлію Апанасович (Білорусь) — 5-0
- У фіналі перемогла Сіріне Чараабі (Італія) — 5-0

На Азійських іграх 2022, що через пандемію коронавірусної хвороби пройшли 2023 року, стала чемпіонкоюь.
- В 1/8 фіналу перемогла Кан Су Янг (Північна Корея) — 5-0
- У чвертьфіналі перемогла Сабіну Бобокулову (Узбекистан) — 5-0
- У півфіналі перемогла Оюнтсенсегійн Єсуген (Монголія) — 5-0
- У фіналі перемогла Чутамат Раксат (Таїланд) — 5-0

На Олімпійських іграх 2024 стала чемпіонкою.
- В 1/8 фіналу перемогла Нікхат Зарін (Індія) — 5-0
- У чвертьфіналі перемогла Чутамат Раксат (Таїланд) — 5-0
- У півфіналі перемогла Назим Кизайбай (Казахстан) — 5-0
- У фіналі перемогла Бусеназ Чакироглу (Туреччина) — 4-1